# Université de la Ville de Manille
L'université de la Ville de Manille (en anglais : University of the City of Manila ; en filipino : Pamantasan ng Lungsod ng Maynila ou PLM) est une université de ville située à Manille, aux Philippines. Fondée par un acte du congrès en 1965, elle est considérée comme l'une des plus prestigieuses du pays[réf. nécessaire].

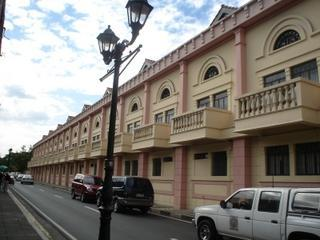
PLM Main Campus (basé principalement à Intramuros)

C'est un centre multidisciplinaire basé principalement à Intramuros. Pour les filières médicales, le Ospital ng Maynila Medical Center est situé dans le quartier de Malate.
Elle dispense des enseignements universitaires dans diverses disciplines : sciences sociales, droit, sciences pures et appliquées, dont particulièrement la technologie et la médecine.
Elle regroupe plus de 11 000 étudiants et 2 000 professeurs (données de 2007-2008). En 2006, le pourcentage de candidats acceptés au programme undegraduate était à 3,0 %, le pourcentage d'admission le plus bas de toute l'histoire de PLM, confortant ainsi la place de PLM parmi les universités les plus sélectives aux Philippines.